# 종로운수
종로운수(鐘路運輸)는 서울특별시 종로구의 마을버스 회사이다. 사무실은 서울특별시 종로구 창신동에 있다.

## 연혁

### 대창운수 주식회사
- 1994년 7월 9일: 서울특별시 종로구 창신동(낙산 부근)에서 자본금 50,000,000원으로 대창운수(大昌運輸) 주식회사[1] 창립. 김용오 대표이사 취임.
- 1996년 11월 26일: 김용오 대표이사 사임. 기세환 대표이사 취임.
- 1996년 12월 12일: 창신동 창신초등학교 부근으로 본점 이전.
- 1998년 3월 12일: 기세환 대표이사 사임. 전정일 대표이사 취임.
- 2006년 12월 4일: 해산간주.[2]
- 2009년 12월 4일: 청산종결간주.[3]

### 그린운수 주식회사
- 2001년 4월 10일: 서울특별시 성북구 삼선동1가에서 자본금 50,000,000원으로 그린운수 주식회사 설립. 이호명 대표이사 취임.
- 2001년 4월 20일: 서울특별시 종로구 창신동 615번지로 본점 이전.
- 2001년 6월: 대창운수의 종로구 3번 마을버스 인수.
- 2002년 12월 9일: 이호명 대표이사 사임. 전정일 대표이사 취임.
- 2004년 4월 27일: 전정일 대표이사 사임. 이영철 대표이사 취임.
- 2005년 2월 14일: 이영철 대표이사 사임. 전정일 대표이사 취임.
- 2006년 12월 19일: 현 위치인 창신쌍용아파트상가 306호로 본점 이전.
- 2017년 12월 11일: 해산간주.

### 종로운수 주식회사
- 2010년 6월 14일: 종로구 창신동 창신쌍용아파트상가 305호에서 자본금 50,000,000원으로 종로운수 주식회사 설립. 노화순 대표이사 취임.
- 2012년 9월: 그린운수의 종로03번 마을버스 인수.
- 2013년 3월 12일: 노화순 대표이사 사임. 전정일 대표이사 취임.

## 운행 노선
- ● 종로03번: 낙산아파트 ↔ 종로5가 (구 종로마을 3번)

## 보유차량
뉴 로얄미디와 KGM 스마트 110과 하이거 하이퍼스 1609와 그린시티로 운행한다.

## 갤러리

서울마을버스 종로03번